# سیارک ۸۶۹۱
سیارک ۸۶۹۱ (به انگلیسی: ۸۶۹۱ Etsuko، نامگذاری:۱۹۹۲UZ۱) هشت هزار و ششصد و نود و یکمین سیارک کشف شده‌است که در ۲۱ اکتبر ۱۹۹۲ کشف شد.
قدر مطلق سیارک برابر ۱۳٫۹۰ است.